# Grande rivière de la Baleine
Grande rivière de la Baleine en inglés: Great Whale River, literalmente Gran río de la Ballena) es un río de Canadá que discurre por la región de Nunavik en la provincia de Quebec. Fluye desde el lago Saint-Luson a través del lago Bienville hacia el oeste a la bahía de Hudson. Mientras que la sección baja del río (después de Lago Bienville) tiene una corriente muy fuerte, con muchas cascadas (de hasta 15 a 20 m) y rápidas, la sección superior consiste en una serie de lagos que están interconectados por rápidas inclinadas y salientes.
El río también tiene un tributario que fluye desde el embalse de Caniapiscau. Para los aficionados del canoaje, esta es la ruta más fácil para llegar al río, pasando por el lago Montausier.
Tanto la aldea de Kuujjuarapik, cuyos habitanates son en su mayoría inuit, y la aldea cree de Whapmagoostui, están situadas en la desembocadura del río, cerca del lugar de la antigua Estación de la Grande rivière de la Baleine de la RCAF. Las aldeas eran conocidas anteriormente como "Great Whale River" y "Poste-de-la-Baleine".
La sección entre el lago Bienville y la desembocadura del río también ha sido llamada río Abchigamich, pero este nombre se dejó de utilizar en 1946 por decisión de la Comisión Geográfica de Quebec. Además, en el pasado, el nombre ha sido traducido al francés en forma errónea como "Rivière de la Grande Baleine". No fue hasta 1962 que la Comisión Geográfica de Quebec adoptó en forma oficial el nombre actual de Grande rivière de la Baleine.

## Historia
La zona de la desembocadura del río fue un lugar utilizado por nativos cree e inuit para la caza de la ballena beluga mucho antes de la llegada de los europeos. Pese a que ambos grupos eran nómadas, la desembocadura del río sirvió muchas veces como zona de campamentos y como frontera no oficial entre ambos pueblos.
El nombre del río fue registrado en la bitácora de los empleados de la Compañía de la Bahía de Hudson, Thomas Mitchell y John Longland, mientras exploraban la costa de la bahía en 1744. La entrada del 25 de julio hace la primera referencia al río "Great Whail [sic]". Probablemente el nombre provenga de la palabra cree "Whapmagoostui", que significa río de la Ballena, haciendo referencia a la caza de la ballena beluga en la zona.
A principios de los años 1970, la empresal estatal de electricidad Hydro-Québec planeaba construir tres plantas hidroeléctricas en el río como parte del Proyecto de la bahía de James. Aunque los detalles específicos de este proyecto recién empezaron en 1986, la oposición de los crees, inuit, organizaciones ambientalistas como Greenpeace y Amigos de la Tierra y otros activistas llevaron al Premier de Quebec, Jacques Parizeau, a anunciar en noviembre de 1994, que el proyecto había sido suspendido de forma indefinida. Sin embargo, el proyecto puede ser reabierto en el futuro.

## Lista de lagos en la sección superior
En el tramo superior el río atraviesa muchos lagos, siendo los principales:
- lago Saint-Luson
- lago Girauday
- lago Lamberville
- lago Gournay
- lago Prieur
- lago Cognac
- lago Roman
- lago Poncy
- lago Molleville
- lago Chastenay
- lago Turreau
- lago Naudin
- lago Raguideau
- lago Bourgtalon
- lago Bouvante
- lago Novereau
- lago Decoigne
- lago Jacquemont
- lago Delaroche
- lago Sanchagrin
- lago Danneville
- lago Sablons
- lago Maravat
- lago Ducasse
- lago Laurac
- lago Chastenet
- lago Magne
- lago Maurel
- lago Louet
- lago Wasatimis
- lago Bienville
- lago Paimpoint